# Los buenos sentimientos
Los buenos sentimientos es un cortometraje de Argentina dirigida por Bernardo Borenholtz según su propio guion que se estrenó el 13 de enero de 1971 y que tuvo como protagonistas a Carlos Bisso, Linda Peretz,  Elena Cánepa y Natalio Hoxman.

## Sinopsis
Los habitantes de una habitación, un pordiosero, la televisión con fragmentos de Tiempos modernos de Chaplin.
Este cortometraje integró junto con El diablo sin dama de Eduardo Calcagno, Vida, pasión y muerte de un realizador  iracundo de Rodolfo Corral y La visita de David Amitin, el largometraje Cuatrónicas.

## Reparto
Participaron del filme los siguientes intérpretes:
- Carlos Bisso
- Linda Peretz
- Elena Cánepa
- Natalio Hoxman

## Comentarios
Sobre el filme Cuatrónicas se hicieron estos comentarios: 
Confirmado escribió:

”Vale la pena una visión de Cuatrónicas, muestrario de lo mucho que podría hacer el cine argentino con imaginación y talento.”

La Nación opinó:

”Los cuatro cortos figuran entre los mejores que se han realizado en el país en los últimos dos años. Han obtenido tanto aquí como en el extranjero, varias distinciones. Estas crónicas calificadas de “argentinas” no lo son en absoluto…Tratan ideas o constituyen una reflexión filosófica sobre el hombre actual…El enlace (de los cuatro cortos) está hecho con soltura y el espectáculo adquiere con ello una plausible coherencia”

La revista Primera Plana dijo:

”Cuatro cortometrajes (“crónicas”) conceptualmente desvinculados, de estilo dispar, y ensambladas funcionalmente mediante un presentador impostado en clave humorística conforman este centón cinematográfico.”

Manrupe y Portela escriben:

”La crítica social, la poesía y el humor en un film que tuvo la iniciativa de reunir cuatro cortometrajistas ante la imposibilidad de que cada uno estrenara por caminos separados.”